# Armatocereus

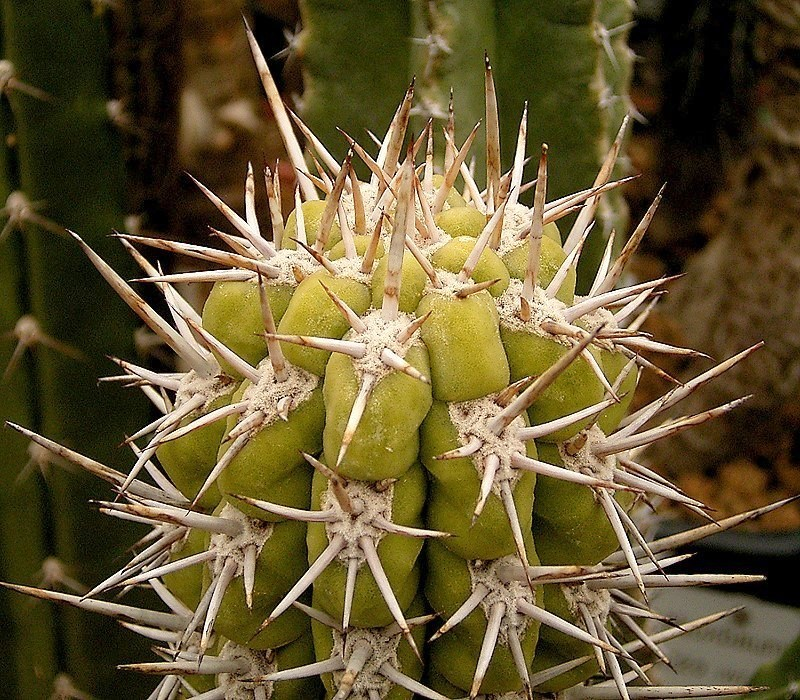
Armatocereus matucanensis

Armatocereus Backeb. – rodzaj sukulentów z rodziny kaktusowatych. Występują w Ameryce Północnej. Gatunkiem typowym jest A. laetus  (Humb., Bonpl. et Kunth) Backeb.

## Systematyka
Pozycja systematyczna według APweb (aktualizowany system APG III z 2009)
Należy do rodziny kaktusowatych (Cactaceae) Juss., która jest jednym z kladów w obrębie rzędu goździkowców (Caryophyllales)  i klasy roślin okrytonasiennych. W obrębie kaktusowatych należy do plemienia Browningieae, podrodziny Cactoideae.
Pozycja w systemie Reveala (1993-1999)
Gromada okrytonasienne (Magnoliophyta Cronquist), podgromada Magnoliophytina Frohne & U. Jensen ex Reveal, klasa Rosopsida Batsch, podklasa goździkowe (Caryophyllidae Takht.), nadrząd  Caryophyllanae Takht.,  rząd goździkowce (Caryophyllales Perleb), podrząd Cactineae Bessey in C.K. Adams, rodzina kaktusowate (Cactaceae Juss.), rodzaj Armatocereus Backeb. 
Gatunki
- Armatocereus cartwrightianus Backeb.
- Armatocereus godingianus (Britton & Rose) Backeb.
- Armatocereus laetus (Kunth) Backeb.
- Armatocereus matucanensis Backeb.
- Armatocereus procerus Rauh & Backeb.